# Андреевка (Машевский район)
Андре́евка (укр. Андріївка) — село,
Андреевский сельский совет,
Машевский район,
Полтавская область,
Украина.
Код КОАТУУ — 5323080401. Население по переписи 2001 года составляло 578 человек.
Является административным центром Андреевского сельского совета, в который, кроме того, входит село
Красногорка.

## Географическое положение
Село Андреевка находится на берегах реки Липянка,
выше по течению на расстоянии в 2,5 км расположено село Дмитровка,
ниже по течению примыкает село Красногорка.
На реке несколько запруд.

## История
- 1765 — дата основания.

## Экономика
- ЧП «Новая жизнь».

## Спорт
ФК «Новая жизнь» — 5 октября 2011 года выиграл Любительский чемпионат Украины по футболу.

## Объекты социальной сферы
- Школа.